# Seznam naučných stezek v okrese Přerov
Seznam naučných stezek v okrese Přerov zahrnuje naučné stezky, které jsou celé či alespoň svou částí na ploše okresu Přerov v Olomouckém kraji.
| Název stezky                                            | Místo                | Založeno                     | Délka (km) | Počet zastavení | Fotka | Poznámka                                           |
| ------------------------------------------------------- | -------------------- | ---------------------------- | ---------- | --------------- | ----- | -------------------------------------------------- |
| Hraběnčina naučná stezka – Hraběcí okruh                |                      |                              |            |                 |       |                                                    |
| Hraběnčina naučná stezka – Staměřický okruh             |                      |                              |            |                 |       |                                                    |
| Hraběnčina naučná stezka – Svrčovský okruh              |                      |                              |            |                 |       |                                                    |
| Hraběnčina naučná stezka – Tupecký okruh                |                      |                              |            |                 |       |                                                    |
| Hraběnčina naučná stezka – Vicínovský okruh             |                      |                              |            |                 |       |                                                    |
| Lesní naučná stezka Valšovice                           | Valšovice, Paršovice | asi 2010 (rekonstrukce 2020) | 2,6        | 12              |       |                                                    |
| Naučná stezka a kondiční okruhy v Černotíně a Hluzově   | Černotín a Hluzov    | 2015                         | 10         |                 |       |                                                    |
| Naučná stezka Biocentrum Kojetín                        |                      |                              |            |                 |       |                                                    |
| Naučná stezka Dřevohostickým lesem                      |                      |                              |            |                 |       |                                                    |
| Naučná stezka Kolem Hranické propasti                   | Hranice              | 1972                         | 1,6        | 13              |       |                                                    |
| Naučná stezka NPR Hůrka                                 | Hranice              | 1972                         | 1,6        | 13              |       | Nahradila ji Naučná stezka Kolem Hranické propasti |
| Naučná stezka obce Citov                                |                      |                              |            |                 |       |                                                    |
| Naučná stezka obcí Tučín S tučňákem za poznáním         | Tučín                | 2011                         | 3          | 6               |       |                                                    |
| Naučná stezka Po stopách bitvy u Tovačova 1866          | Tovačov I-Město      | 2013                         | 3,7        | 8               |       |                                                    |
| Naučná stezka Po stopách války z roku 1866 na Přerovsku |                      |                              |            |                 |       |                                                    |
| Naučná stezka Škrabalka                                 |                      |                              |            |                 |       |                                                    |
| Naučná stezka Ústí (Stezka zdraví)                      |                      |                              |            |                 |       |                                                    |
| Naučná vlastivědná stezka Předmostím až do pravěku      | Přerov               | 2006                         | 7,9        | 9               |       |                                                    |
| Naučná vlastivědná stezka Přerovským luhem              |                      |                              |            |                 |       |                                                    |
| Školní naučná stezka při ZŠ J. A. Komenského            |                      |                              |            |                 |       |                                                    |
| Študentova lesní naučná stezka                          | Bohuslávky           | asi 2008                     | 1,5        | 5               |       |                                                    |
| Vlastivědná stezka Potštátské skalní město              |                      |                              |            |                 |       |                                                    |